# Еммануель Фрімпонг
Еммануель Фрімпонг (англ. Emmanuel Frimpong, нар. 10 січня 1992, Кумасі) — ганський футболіст, який також має британське громадянство. Півзахисник клубу «Ерміс».

## Ігрова кар'єра
Народився 10 січня 1992 року в місті Кумасі, Гана. Дитиною перебрався разом з родиною до Великої Британії. Вихованець футбольної школи лондонського «Арсенала».

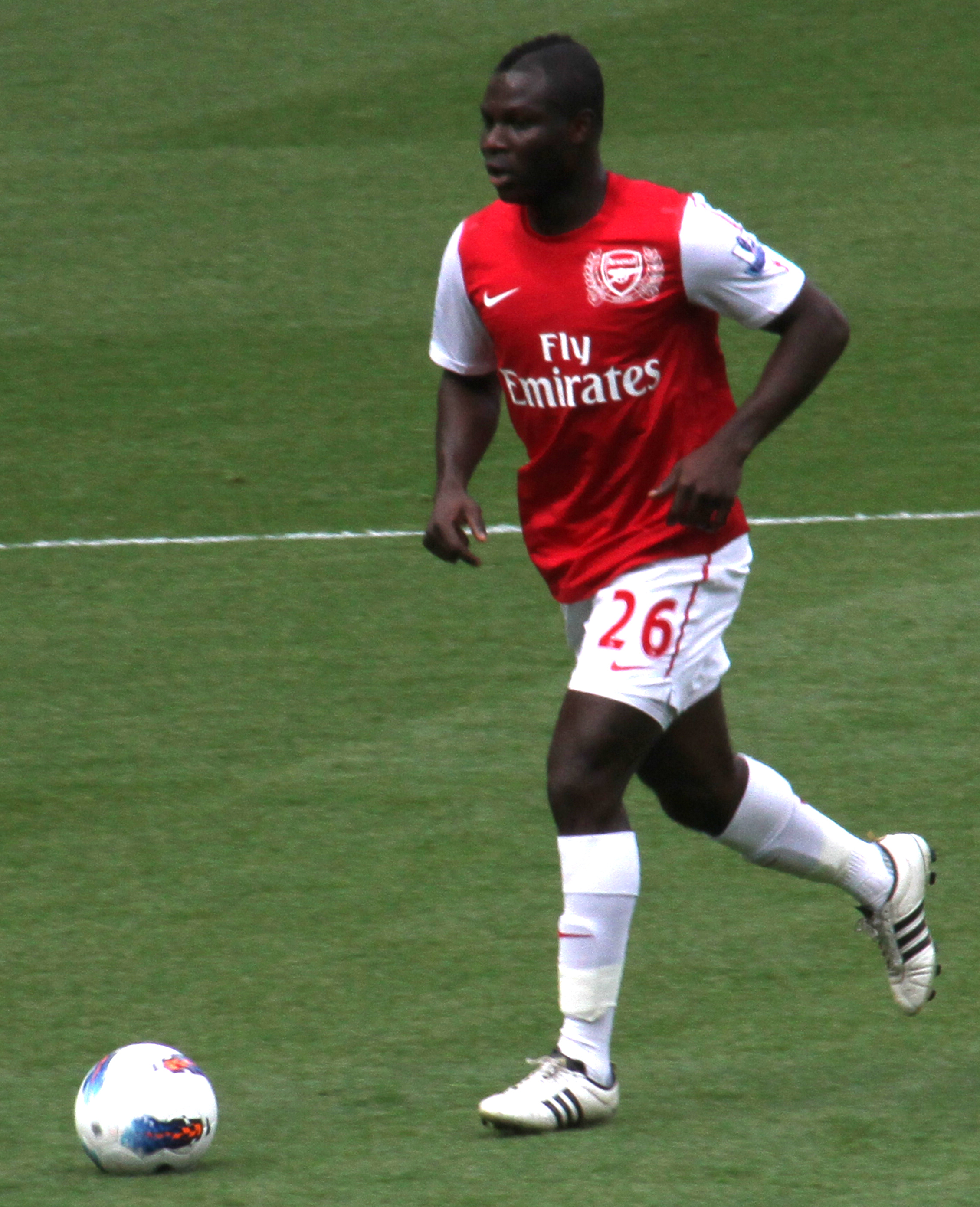
Еммануель Фрімпонг під час виступів за лондонський «Арсенал». 11 вересня 2011 року.

З 2009 року грав за команду дублерів лондонського клубу. В офіційних матчах основної команди «канонірів» дебютував 13 серпня 2011 року, вийшовши на заміну у грі чемпіонату проти «Ньюкасл Юнайтед».
Другу частину сезону 2011–12 провів в оренді в клубі «Вулвергемптон Вондерерз», після чого також на правах оренди грав за «Чарльтон Атлетік» та «Фулгем».
31 січня 2014 року Фрімпонг перейшов в «Барнслі», проте основним гравцем не був, зігравши 9 матчів в Чемпіоншипі.
1 вересня 2014 року підписав трирічний контракт з російською «Уфою». Дебютував за клуб 14 вересня в матчі проти «Краснодара». Пізніше з'ясувалося, що Фрімпонг був заявлений в турнір РФПЛ і Кубок Росії на підставі туристичної візи, що є грубим порушенням регламенту. Через це «Уфа» ризикувала отримати технічні поразки у всіх матчах, в яких брав участь легіонер. 17 липня 2015 в стартовому матчі чемпіонату Росії проти московського «Спартака» був вилучений з поля за непристойний жест, показаний вболівальнику, який, за словами Фрімпонга, назвав його «мавпою». Після матчу вибухнув скандал. Міністр спорту Росії Віталій Мутко закликав не роздувати скандал навколо цієї ситуації..
4 квітня 2016 року за обопільною згодою сторін розірвав контракт з клубом, після чого тривалий час лишався без клубу, поки в серпні не став гравцем тульського «Арсеналу». Перший раз вийшов у складі клубу 28 серпня 2016 року в 5 турі на 69-й хвилині матчу з «Уралом», проте закріпитись у клубі не зумів, зігравши лише три гри до кінця року.
21 лютого 2017 року Фрімпонг підписав контракт зі шведськими клубом «АФК Ескільстуна», де провів пів року. За цей час він встиг провести 10 матчів у чемпіонаті, забитими голами не відрізнявся. В серпні 2017 року шведський клуб розірвав контракт з Фрімпонгом за обопільною згодою.
Проте 25-річний ганський хавбек недовго залишався без клубу і 18 серпня підписав контракт з представниками чемпіонату Кіпру — «Ермісом». Особисту угоду футболіста була розрахована на один рік з можливістю продовження ще на сезон.

## Виступи за збірні
З 2007 року залучався до юнацьких збірних Англії різних вікових категорій.
У лютому 2011 року в своєму інтерв'ю він сказав: «Якщо мені подзвонять із збірної моєї країни і запросять взяти участь в одному з матчів, то я сяду на велосипед і домчусь на ньому з Англії в Гану». У серпні 2011 року отримав свій перший виклик у молодіжну збірну Англії, але клуб не відпустив його на цей матч. Восени 2011 року було повідомлено про рішення гравця на дорослому рівні захищати кольори збірної Гани, національної команди своєї батьківщини.
24 березня 2013 року в матчі з збірної Судану (4:0) Фрімпонг дебютував у складі збірної Гани.

## Статистика виступів

### Статистика клубних виступів
| Сезон             | Команда                   | Чемпіонат         | Чемпіонат | Чемпіонат | Національний кубок | Національний кубок | Національний кубок | Континентальні кубки | Континентальні кубки | Континентальні кубки | Інші змагання | Інші змагання | Інші змагання | Усього | Усього |
| Сезон             | Команда                   | Ліга              | Ігор      | Голів     | Ліга               | Ігор               | Голів              | Ліга                 | Ігор                 | Голів                | Ліга          | Ігор          | Голів         | Ігор   | Голів  |
| ----------------- | ------------------------- | ----------------- | --------- | --------- | ------------------ | ------------------ | ------------------ | -------------------- | -------------------- | -------------------- | ------------- | ------------- | ------------- | ------ | ------ |
| 2011-січ. 2012    | «Арсенал»                 | ПЛ                | 6         | 0         | КА+ КФЛ            | 0+3                | 0+0                | ЛЧ                   | 5                    | 0                    | -             | -             | -             | 14     | 0      |
| січ.-лип. 2012    | «Вулвергемптон Вондерерз» | ПЛ                | 5         | 0         | КА+КФЛ             | 0+0                | 0+0                | -                    | -                    | -                    | -             | -             | -             | 5      | 0      |
| Усього за кар'єру | Усього за кар'єру         | Усього за кар'єру | 11        | 0         |                    | 3                  | 0                  |                      | 5                    | 0                    |               | -             | -             | 19     | 0      |